# Пейярви
Пейярви — озеро на территории Поросозерского сельского поселения Суоярвского района Республики Карелии.

## Общие сведения
Площадь озера — 1,9 км², площадь водосборного бассейна — 603 км². Располагается на высоте 154,6 метров над уровнем моря.
Форма озера четырёхлопастная, продолговатая: вытянуто с северо-запада на юго-восток. Берега каменисто-песчаные, с юго-запада — возвышенные, с северо-востока — преимущественно заболоченные.
В озеро впадает река Безглазая, которая, беря начало из Котчозера, протекает через цепочку озёр Таразмо (с притоком реки Юнгаса) → Совдозеро → Хейзъярви → Руагъярви → Маймъярви → Пейярви, после чего, меняя название на Гумарину, впадает в реку Ломнезерку, впадающую в озеро Селецкое.
В озере расположены два безымянных острова различной площади.
Вдоль юго-западного берега озера проходит просёлочная дорога, ответвляющаяся от дороги местного значения 86К-9 («Паданы — Совдозеро (через Сельги, Гумарино)»).
Код объекта в государственном водном реестре — 02020001111102000007284.